# Delaware-Klasse
Die Delaware-Klasse war eine Klasse von zwei Schlachtschiffen der United States Navy, die im Ersten Weltkrieg zum Einsatz kamen und waren nach dem neuen Grundsatz „alle Hauptgeschütze in einem Kaliber“ der HMS Dreadnought konstruiert.

## Planung
Mit der Indienststellung der Dreadnought 1906 hatte Großbritannien alle zuvor gebauten und alle im Bau befindlichen Schlachtschiffe der Welt faktisch unbrauchbar gemacht und, unabsichtlich, allen Marinen der Welt die Möglichkeit gegeben, mit nur wenigen Neubauten auf die vorderen Plätze der Seestreitkräfte aufzusteigen. Die folgende Hysterie des Wettrüstens erfasste auch die US Navy und die im Bau befindliche South-Carolina-Klasse, die man für unzureichend hielt. So begann die Entwicklung der Delaware-Klasse. Das Typschiff der Klasse wurde noch von einer Dampfmaschine angetrieben, ihr Schwesterschiff USS North Dakota erhielt bereits eine moderne Dampfturbine. Die Klasse trug fünf Doppelgeschütztürme im Kailiber 12-inch-(304,8-mm).

## Einheiten
| Schiff                   | Kiellegung        | Stapellauf        | Indienststellung | Anmerkungen und Verbleib |
| ------------------------ | ----------------- | ----------------- | ---------------- | --- |
| USS Delaware (BB-28)     | 11. November 1907 | 6. Februar 1909   | 4. April 1910    | Das Schiff wurde der amerikanischen Atlantikflotte zugeteilt. Am 24. Juni 1911 nahm sie an der Flottenparade zu Ehren Königs Georg V von England teil. Bei der Besetzung von Veracruz 1914 durch die USA war das Schiff beteiligt. Die USS Delaware war nach dem Kriegseintritt der USA in den Ersten Weltkrieg für Geleitschutzaufgaben eingesetzt. Da unmittelbar nach dem Kriegsende ein maritimes Wettrüsten der verbleibenden Mächte einsetzte, berief man 1922 die Washingtoner Flottenkonferenz ein, bei der eine Abrüstung beschlossen wurde. Im Zuge dieser Maßnahme wurde auch die USS Delaware zur Verschrottung bestimmt und 1924 abgebrochen. |
| USS North Dakota (BB-29) | 16. Dezember 1907 | 10. November 1909 | 11. April 1910   | Sie war zur Ausbildung von Kadetten der United States Naval Academy eingesetzt. Nach dem Zwischenfall mit Mexiko war sie, wie viele andere Einheiten der US Navy, vor Veracruz eingesetzt. Nach dem Kriegseintritt der USA wurde die USS North Dakota in Heimatgewässern zurückgehalten, weil man in der Marineführung ihren neuartigen Maschinen nicht vertraute. Wie ihr Schwesterschiff fiel sie den Abrüstungsverträgen von 1922 zum Opfer und wurde verschrottet. |